# 第54屆坎城影展
第54屆坎城影展於2001年5月14日至5月25日在法國坎城舉辦，開幕片為巴茲·魯曼執導的《紅磨坊》，最高榮譽頒給了義大利導演南尼·莫瑞提執導的《人間有情天》。

## 評審團
- 麗芙·烏曼：演員、導演。（評審團主席）
- 米莫·卡羅普萊斯帝（義大利語：Mimmo Calopresti）：導演、演員。
- 夏綠蒂·甘絲柏：演員。
- 泰瑞·吉連：導演。
- 馬修·卡索維茨：演員、導演。
- 桑特琳娜·基貝蘭：演員。
- 菲利浦·拉頗（法语：Philippe Labro）：導演。
- 茱莉亞·歐蒙：演員。
- 穆菲德·特拉特利（阿拉伯语：مفيدة التلاتلي）：導演。
- 楊德昌：導演。

## 官方單元

### 競賽片
| 中文片名            | 原文片名                 | 導演              | 國家或地區                                    |
| ------------------- | ------------------------ | ----------------- | --------------------------------------------- |
| 《赤橋下的暖流》    | 赤い橋の下のぬるい水     | 今村昌平          | 日本                                          |
| 《這麼…遠，那麼近》 | DISTANCE                 | 是枝裕和          | 日本                                          |
| 《歌頌愛情》        | Éloge de l'amour         | 尚盧·高達         | 法國、 瑞士                                   |
| 《職業武器》        | Il mestiere delle armi   | 艾曼諾·奧米       | 義大利                                        |
| 《我要回家》        | Vou para Casa            | 曼諾·迪·奧利維拉  | 葡萄牙                                        |
| 《軍官的房間》      | La Chambre des officiers | 法蘭索瓦·杜貝宏   | 法國                                          |
| 《鋼琴教師》        | La Pianiste              | 麥可·漢內克       | 法國、 奥地利、 德国                          |
| 《未了情未了》      | La Répétition            | 凱薩琳·科西妮     | 法國、 加拿大                                 |
| 《人間有情天》      | La stanza del figlio     | 南尼·莫瑞提       | 義大利                                        |
| 《紅磨坊》          | Moulin Rouge!            | 巴茲·魯曼         | 、 美国                                       |
| 《穆荷蘭大道》      | Mulholland Drive         | 大衛·林區         | 美国                                          |
| 《你那邊幾點》      | 《你那邊幾點》           | 蔡明亮            | 臺灣、 法國                                   |
| 《三不管地帶》      | čija zemlja              | 丹尼斯·塔諾維奇   | 、 法國、 斯洛維尼亞、 義大利、 英国、 比利时 |
| 《包和他的兄弟》    | Pau i el seu germà       | 馬克·瑞查         | 西班牙、 法國                                 |
| 《千禧曼波》        | 《千禧曼波》             | 侯孝賢            | 臺灣                                          |
| 《羅貝托·蘇科》     | Roberto Succo            | 塞德里克·卡恩     | 法國                                          |
| 《坎大哈》          | قندهار                   | 穆森·馬克馬巴夫   | 伊朗                                          |
| 《史瑞克》          | Shrek                    | 安德魯·亞當森     | 美国                                          |
| 《遺忘列寧》        | Телец                    | 亞歷山大·蘇古諾夫 | 俄羅斯                                        |
| 《缺席的男人》      | The Man Who Wasn't There | 喬爾·柯恩         | 美国、 英国                                   |
| 《誓死追緝令》      | The Pledge               | 西恩·潘           | 美国                                          |
| 《沙漠中的月亮》    | 月の砂漠                 | 青山真治          | 日本                                          |
| 《六人行不行》      | Va savoir                | 賈克·希維特       | 法國                                          |

## 獎項
- 金棕櫚獎：《人間有情天》 - 南尼·莫瑞提
- 評審團大獎：《鋼琴教師》 - 麥可·漢內克
- 最佳男演員獎：班諾馬·吉梅（法语：Benoît Magimel） - 《鋼琴教師》
- 最佳女演員獎：伊莎貝·雨蓓 - 《鋼琴教師》
- 最佳導演獎：
  - 喬爾·柯恩 - 《缺席的男人（英语：The Man Who Wasn't There (2001 film)）》
  - 大衛·林區 - 《穆荷蘭大道》
- 最佳劇本獎：丹尼斯·塔諾維奇 - 《三不管地帶》

### 獨立單位獎項
- 高等技術大獎：杜篤之 - 《你那邊幾點》、《千禧曼波》
- 費比西獎
  - 正式競賽單元：《人間有情天》 － 南尼·莫瑞提
  - 一種注目單元：《降靈（英语：Seance (film)）》 － 黑澤清
  - 導演雙週單元：《瑪莎…瑪莎》 － 桑德琳・維塞（英语：Sandrine Veysset）
  - 國際影評人週：《色情大師（英语：The Pornographer）》 － 貝特朗·波尼洛

## 外部連結
- 第54屆坎城影展 （页面存档备份，存于）
- 第54屆坎城影展 （页面存档备份，存于）在網路電影資料庫上的資料。